# Salomonshoningvogel
De Salomonshoningvogel (Dicaeum aeneum) is een zangvogel uit de familie
Dicaeidae (bastaardhoningvogels).

## Verspreiding en leefgebied
Deze soort is endemisch op de Salomonseilanden en telt 3 ondersoorten:
- Dicaeum aeneum aeneum: noordelijke en centrale Salomonseilanden.
- Dicaeum aeneum malaitae: Malaita (noordoostelijke Salomonseilanden).
- Dicaeum aeneum becki: Guadalcanal (zuidoostelijke Salomonseilanden).